# Aesalinae
Aesalinae (лат.) — подсемейство жуков из семейства Рогачи. Древнейшие представители подсемейства найдены в средней юре Китая. 

## Классификация
- Триба Aesalini
  - Род Aesalus
  - Род Echinoaesalus
  - Род Lucanobium
  - † Род Cretaesalus
- Триба Ceratognathini
  - Род Ceratognathus
  - Род Hilophyllus
  - Род Holloceratognathus
  - Род Mitophyllus
- Триба Nicagini
  - Род Nicagus